# レーヴァテイン
レーヴァテイン（古ノルド語: Lævateinn）は、北欧神話に登場する武器。
北欧神話の原典資料においては、世界樹の頂に座している雄鶏ヴィゾーヴニルを殺すことができる剣。レーヴァテインを固有名詞で捉えた場合、フロームンド・グリプスソンのサガに登場するミスティルテイン同様に剣として扱われ、レーヴァテインをレーヴァとテインの2つの単語として捉えた場合、杖として扱われる。「狡猾なロプトル（ロキ）」によって鍛えられ、普段は、ムスペルスヘイムの巨人スルトの妻シンモラが、レーギャルンという箱に9つの鍵をかけて保管している。
現代日本のファンタジー作品などにおいては、ラグナロクの際にスルトが振るった剣および炎を指す名称として用いられることもある。

## 伝承
レーヴァテインはエッダ詩の一つ『フョルスヴィーズルの言葉』の第26スタンザに登場する。この物語の主人公スヴィプダグルはメングロズという女性を探し求めており、あるときムスペルヘイムの砦の前にいる巨人フョルスヴィーズルと問答を行う。レーヴァテインはこの巨人との問答の中で言及されているのみである。
| Vindkaldr kvað:                                                                                                  | Vindkaldr kvað: | ヴィンドカルドルは問いかける。 |
| 25. | «Segðu mér þat, Fjölsviðr! er ek þik fregna mun ok ek vilja vita: hvárt sé vápna nökkut, þat er knegi Viðofnir fyr hníga á Heljar sjöt?» | 「答えてくれないか、フョルスヴィーズルよ！ 私がそなたに問うことに そして私が知りたいことに。 はたして武器はあるのだろうか、 そのヴィゾーヴニルとやらを撃ち落とし ヘルの住処へと送り込めるような？」 |
| Fjölsviðr kvað:                                                                                                  | Fjölsviðr kvað: | フョルスヴィーズルが答えて言う。 |
| 26. | «Lævateinn hann heitir, en hann gerði Loptr rýninn fyr nágrindr neðan; í seigjárnkeri liggr hann hjá Sinmöru, ok halda njarðlásar níu.»  | 「レーヴァテインと呼ばれるものがあり、 それは狡賢いロプトルによって鍛えられ 死の扉の下より引き揚げられた。 レーギャルンの匣の中で シンモラと共に在り、 九つの堅牢な鍵で固く閉ざされている。」       |
| （ソーフス・ブッゲ『Norrœn Fornkvæði』（1867年）「Svipdagsmál. II. Fjölsvinnsmál」より引用。強調は引用者による） | | |

スヴィプダグルが砦に入るためには、世界樹ユグドラシルの天辺に住む雄鶏ヴィゾーヴニルの肉が必要であり、武器の中でレーヴァテインのみがヴィゾーヴニルを殺すことができる。しかしシンモラからレーヴァテインを貰うためには、そのヴィゾーヴニルの尾羽が必要だという。すなわち堂々巡りの謎掛けであり、これについて『北欧神話物語』は、とどのつまり選ばれし者でなければ入ることはできないということを意味している、と解説している。

### 解釈
どんな武器であったか神話中に記載はないが、一般に剣とされている。しかし他にも、槍、矢、細枝など様々な解釈が見られる。
さらに、ストレム『古代北欧の宗教と神話』では「魔法の剣」としている。
鍛造の詳細について、ストレム『古代北欧の宗教と神話』では「冥界の門の下でルーンを彫って造った」、クロスリィ＝ホランドの再話『北欧神話物語』では「ニヴルヘイムの門の所でルーンを唱えて鍛えた」としている。

## 名称

### 表記
「Lævateinn」 という表記は、ソーフス・ブッゲらの校訂によって見出された表記である。元々の写本では「Hævateinn」と表記されており、それ以前の校訂版や翻訳はそれに従っている。この校訂により、以下に示すように、この単語の意味を把握できるようになった。
日本語ではレーバテイン、レイヴァテイン、ラーヴァテイン、レーヴァティン、レヴァティン、レヴァティーンなど、カナ表記に揺れがある。また、レヴァンテイン、レヴァンティン、レーヴァンテイン、レヴァインテインなどとも表記されることがあるが、「teinn」の前に綴りにないN音を含んでいるため、これらは誤りである。

### 意味
形態素的には「Læva-teinn」と分解される。「læva」は「læ」の複数属格形（「〜の」）で、「læ」は「破滅、禍い、不吉なこと」「裏切り、害」などを意味し、「teinn」は「枝、杖」などを意味する。
レーヴァテインを取り上げている日本語の書籍では、それぞれ
- 「裏切りにみてる枝」[9]
- 「傷つける魔の杖」[10]
- 「害なす魔の杖」[16]
- 「害をなす魔法の杖」[17]

の意味だとしている。
神話研究者のルドルフ・ジメックは、実際には武器の名称でなく、それ自体が「剣」を意味するケニング（詩的表現）であるとしている。

## 異説

### スルトの剣との同一視

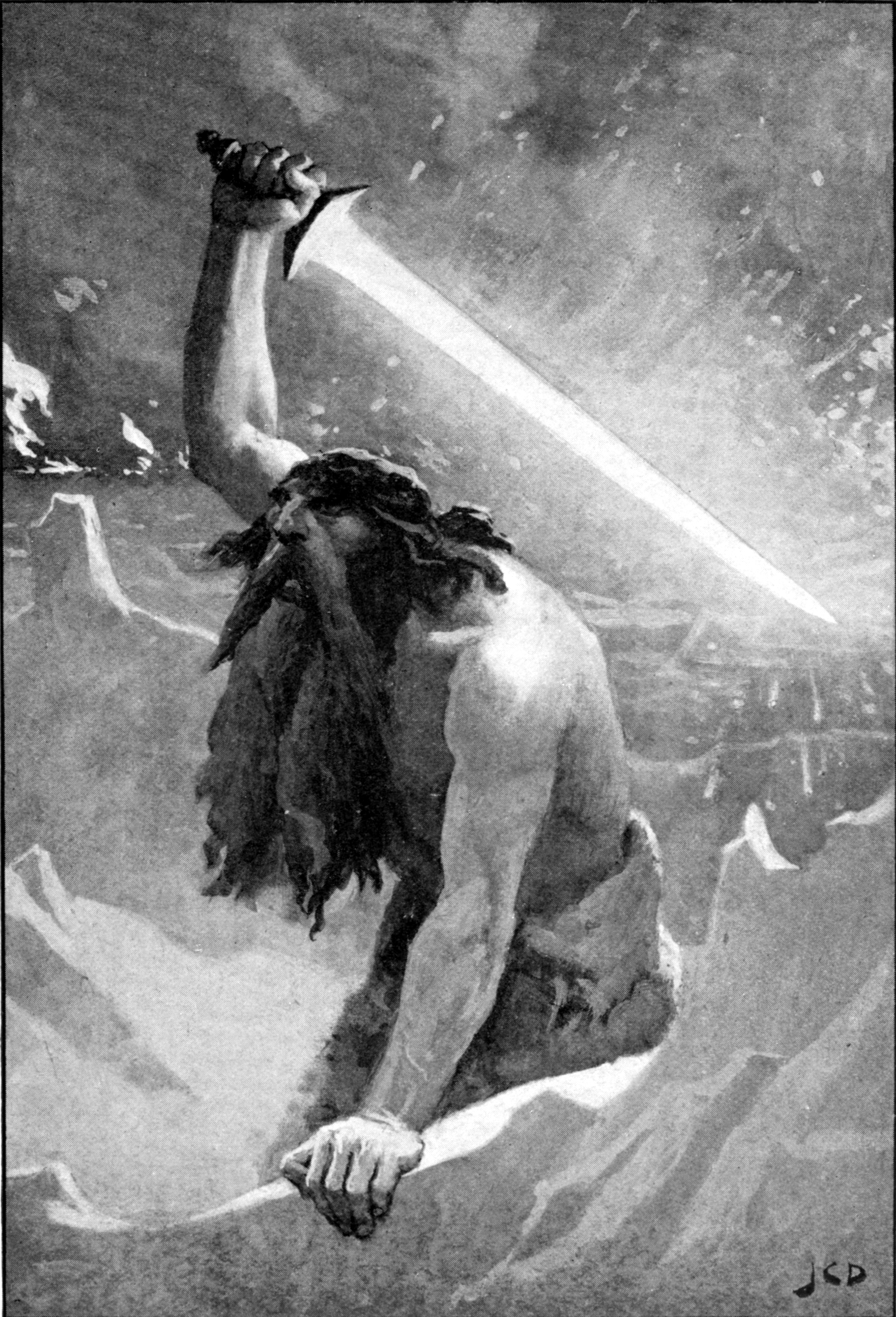
「輝く剣」を持つスルト。ジョン・チャールズ・ドルマン画（1909年）。

特に日本において、レーヴァテインを「スルトがラグナロクの時にふるう炎の剣」（詳細はスルトの項を参照）と同一視する傾向がある。たとえば新紀元社から出版されたエンターテイメント系の一般書『Truth In Fantasy VI 虚空の神々』（1990年）では、ラグナロクの解説部分でスルトが持つ炎の剣に触れ、その脚注でレーヴァテインを紹介し、「もしかしたらこのレーヴァテインが、スルトのもつ炎の剣なのかもしれません」と述べている。また同じく新紀元社から出版された一般書『魔法の道具屋』（1992年）では、上記の出自を紹介した上で、「世界をまるごと焼き尽くすという究極の武器」「ラグナロクでスルトが世界を焼き払う剣は、おそらくはこのレーヴァテインである」としている。
巨人スルトは「枝の破滅」（炎の意味）を持っているという記述もある。
しかし『フョルスヴィーズルの言葉』の中では、レーヴァテインがスルトの炎と同じであるとは明言されておらず、また他の神話の中でも、スルトの炎をレーヴァテインと明確に呼んだことはない。

### フレイの剣との同一視

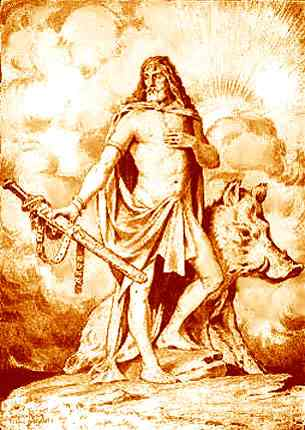
剣を携えたフレイ。Jacques Reich（1852年 - 1923年）画。

スウェーデンの作家ヴィクトル・リュードベリは、著書『Undersökningar i germanisk mythologi（ゲルマン神話研究）』（1886年-1889年、2巻本）の中で、レーヴァテインとフレイの剣（彼はこれを「勝利の剣」と呼んでいる）、さらには他の諸々の武器が同一のものであると主張した。この書籍は神話の翻訳や学術的な研究でなく、彼の手による神話の再解釈・再構成という側面が強く、同書中で彼は、各エッダ詩やサクソの『デンマーク人の事績』、各サガ中に現れる逸話などが、元々は同じ一つの神話であったという説をとっている。
リュードベリが主張するところによると、北欧神話で鍛冶屋として名高いヴェルンドはイーヴァルディの息子たちの一人であり、ロキとブロック・エイトリ兄弟の賭けで、息子たちが鍛えた宝物（グングニルなど）が兄弟の鍛えた宝物（ミョルニルなど）に負けたことを受け、ミョルニルを超えるものとしてレーヴァテインを鍛えたという。スヴィプダグルの物語に登場するロプトルとはロキでなくヴォルンドのことであり、また実はスヴィプダグルの叔父である。
そして、メングロズとはフレイヤ、フョルスヴィーズルはオーディン、彼らが居た砦は実はアースガルズのことであるとする。スヴィプダグルが入城できたのは彼がすでにレーヴァテインを携えていたからであり、彼はメングロズ、すなわちフレイヤと結婚したのち、携えてきた剣を義兄のフレイに渡す。すなわちレーヴァテインがフレイの勝利の剣となる。別の説では、スヴィプダグルはトールの血を引く英雄・ハッティングに殺され、勝利の剣は紆余曲折を経てフレイの下に渡っている。

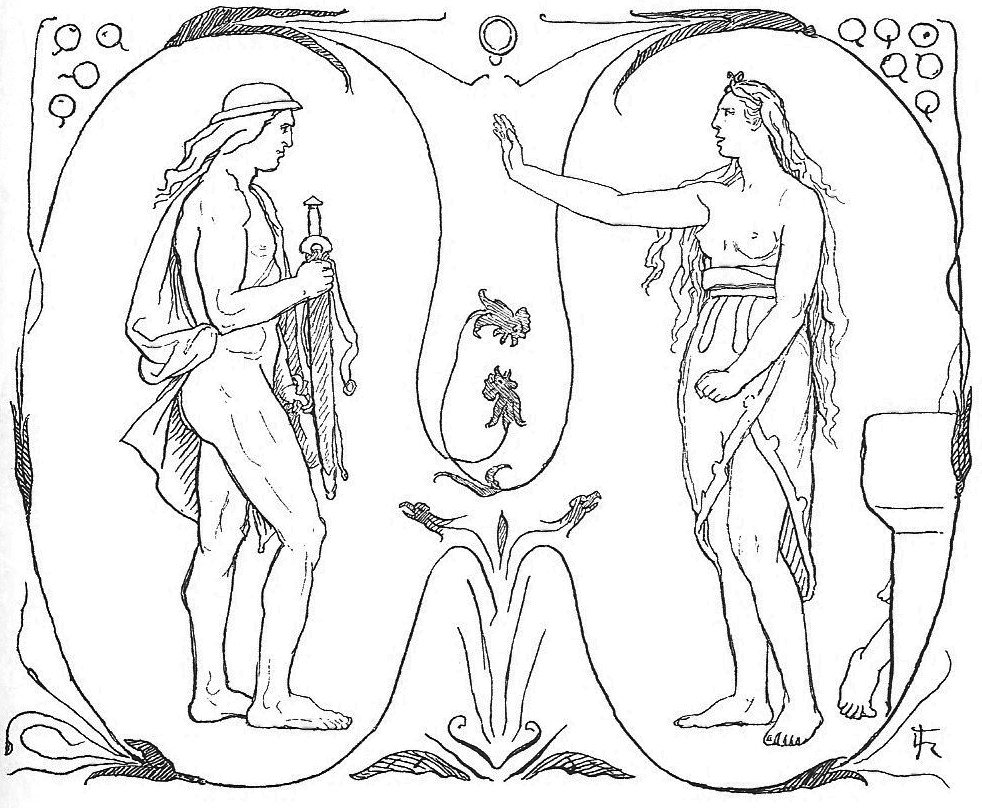
剣を持ってゲルズを訪ねるスキールニル。ローランス・フレーリク 画（1895年）。

さらに、スヴィプダグルはスキールニルとも同一視でき、彼がゲルズを脅すのに使った魔法の杖「ガンバンテイン」(gambanteinn) もまた、レーヴァテインと同一であるとする。さらには、メングロズがフレイヤであるから、彼女の夫であるオーズとスヴィプダグルは同一人物であり、さらにオーズは『デンマーク人の事績』に登場するホデルスと同一視できて、ホデルスは北欧神話のヘズに対応することから、ヘズがバルドルを殺したヤドリギ「ミスティルテイン」(mistilteinn) も実はレーヴァテインだったのではないかというところまで論を広げている。リュードベリはこれらの剣の共通点として、それぞれ神やそれに近い存在を殺すことのできる唯一の武器とされている点などを挙げている。
彼の著書は発表された当時に賛否両論の議論を巻き起こした。